# 釀酒師
酿酒师（英語：winemaker）是指从事酿酒（葡萄酒）的人。他们通常受雇于酿酒厂或葡萄酒公司，不同的釀酒師釀造出來的葡萄酒有所不同。

## 工作内容
- 与葡萄种植者合作，並且接觸葡萄栽培業務
- 监测葡萄的成熟度并算好收割时间
- 压碎和压榨葡萄
- 过滤葡萄酒並去除殘渣
- 品尝葡萄酒
- 将过滤后的葡萄酒灌入木桶
- 將葡萄酒装瓶[2]